# Leopold Fellerer
Leopold Fellerer (Vienna, 7 giugno 1919 – Mautern an der Donau, 16 luglio 1968) è stato un militare e aviatore austriaco che prestò servizio nella Luftwaffe durante e dopo la seconda guerra mondiale. Asso dell'aviazione da caccia notturna ottenne 41 vittorie aeree, tra cui 32 bombardieri quadrimotori, in 450 missioni.

### Bibliografiche
1. ↑  Berger, Habisohn 2003, p. 36.
2. ↑  Berger, Habisohn 2003, p. 37.
3. ↑  Bowman 2016a, p. 34.
4. ↑  Bowman 2016a, p. 27.
5. ↑  Accident description su Aviation Safety Network
6. 1 2  MacLean 2007, p. 126.
7. ↑  Anders 1978, p. 229.
8. ↑  Fellgiebel 2000, p. 150.
9. ↑  Anders 1978, p. 230.
10. ↑  Bowman 2016a, p. 244.
11. ↑  Scherzer 2007, p. 305.
12. ↑  Patzwall, Scherzer 2001, p. 111.
13. ↑  Patzwall 2008, p. 75.